# NGC 1096
NGC 1096 је спирална галаксија у сазвежђу Часовник која се налази на NGC листи објеката дубоког неба.
Деклинација објекта је - 59° 54' 50" а ректасцензија 2h 43m 49,3s. Привидна величина (магнитуда) објекта NGC 1096 износи 12,8 а фотографска магнитуда 13,6. NGC 1096 је још познат и под ознакама ESO 115-28, AM 0242-600, IRAS 02425-6007, PGC 10336.